# Rajd Wielkiej Brytanii 2010

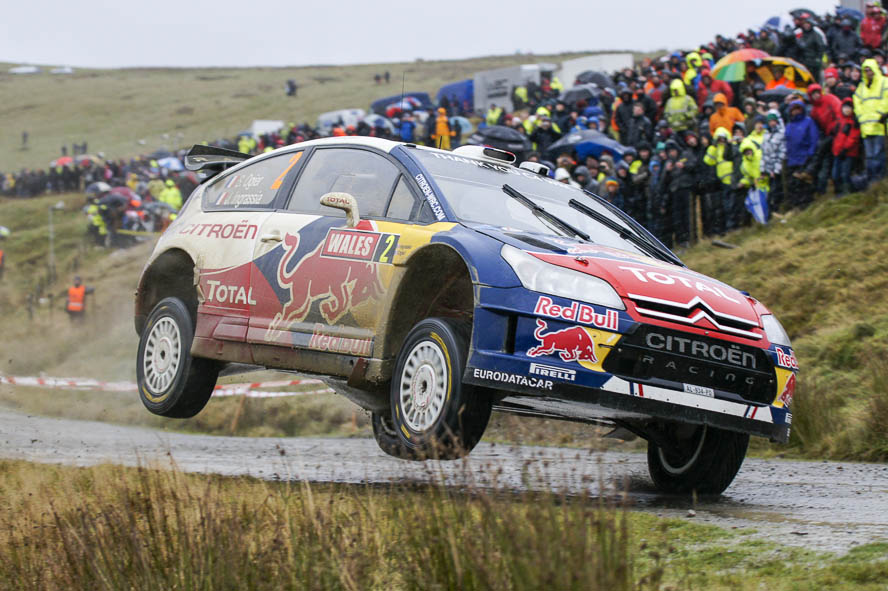
Sébastien Ogier podczas rajdu

Rajd Wielkiej Brytanii był ostatnią, 13. rundą Rajdowych Mistrzostw Świata 2010. Rajd odbył się w dniach 11–14 listopada, jego bazą było Cardiff. Rajd był także 9. rundą Mistrzostw Świata Samochodów Produkcyjnych (PWRC) oraz 10. rundą Mistrzostw Świata Samochodów S2000 (SWRC).
Rajd ten był ostatnim w cyklu Rajdowych Mistrzostw Świata, w którym kierowcy ścigali się samochodami z 2-litrowymi turbodoładowanymi silnikami. Od następnego sezonu wprowadzone zostaną nowe auta z jednostkami o pojemności 1,6 l, również wyposażonymi w turbosprężarkę.
Rajd wygrał Sébastien Loeb, było to 8. zwycięstwo w tym sezonie oraz 62. w karierze. Drugie miejsce zajął Petter Solberg, a trzecie Jari-Matti Latvala. Sébastien Ogier nie ukończył rajdu, co pozwoliło awansować Latvali na drugie, a Solbergowi na trzecie w klasyfikacji generalnej mistrzostw.

## Klasyfikacja ostateczna
| Msc.      | Kierowca            | Pilot              | Samochód                      | Czas      | Strata  | Grupa | Punkty |
| --------- | ------------------- | ------------------ | ----------------------------- | --------- | ------- | ----- | ------ |
| 1.        | Sébastien Loeb      | Daniel Elena       | Citroën C4 WRC                | 3:14:54.0 | 0.0     | A8 M  | 25     |
| 2.        | Petter Solberg      | Chris Patterson    | Citroën C4 WRC                | 3:15:13.1 | 19.1    | A8    | 18     |
| 3.        | Jari-Matti Latvala  | Miikka Anttila     | Ford Focus RS WRC 09          | 3:16:29.3 | 1:35.3  | A8 M  | 15     |
| 4.        | Mikko Hirvonen      | Jarmo Lehtinen     | Ford Focus RS WRC 09          | 3:16:47.3 | 1:53.3  | A8 M  | 12     |
| 5.        | Dani Sordo          | Diego Vallejo      | Citroën C4 WRC                | 3:17:06.2 | 2:12.2  | A8 M  | 10     |
| 6.        | Henning Solberg     | Ilka Minor         | Ford Focus RS WRC 08          | 3:21:20.5 | 6:26.5  | A8 M  | 8      |
| 7.        | Matthew Wilson      | Scott Martin       | Ford Focus RS WRC 08          | 3:23:31.8 | 8:37.8  | A8 M  | 6      |
| 8.        | Kimi Räikkönen      | Kaj Lindström      | Citroën C4 WRC                | 3:25:21.9 | 10:27.9 | A8 M  | 4      |
| 9.        | Mads Østberg        | Jonas Andersson    | Subaru Impreza WRC 2007       | 3:27:07.7 | 12:13.7 | A8    | 2      |
| 10.       | Andreas Mikkelsen   | Ola Fløene         | Škoda Fabia S2000             | 3:28:55.2 | 14:01.2 | N4    | 1      |
| SWRC      |                     |                    |                               |           |         |       |        |
| 1. (10.)  | Andreas Mikkelsen   | Ola Fløene         | Škoda Fabia S2000             | 3:28:55.2 | 0.0     | N4    | 25     |
| 2. (12.)  | Craig Breen         | Gareth Roberts     | Ford Fiesta S2000             | 3:34:57.9 | 6:02.7  | N4    | 18     |
| 3. (13.)  | Xavier Pons         | Alex Haro          | Ford Fiesta S2000             | 3:35:10.7 | 6:15.5  | N4    | 15     |
| 4. (14.)  | Patrik Sandell      | Emil Axelsson      | Škoda Fabia S2000             | 3:35:15.9 | 6:20.7  | N4    | 12     |
| 5. (15.)  | Michał Kościuszko   | Maciej Szczepaniak | Ford Fiesta S2000             | 3:37:14.1 | 8:18.9  | N4    | 10     |
| PWRC      |                     |                    |                               |           |         |       |        |
| 1. (17.)  | Ott Tänak           | Kuldar Sikk        | Mitsubishi Lancer Evolution X | 3:38:31.0 | 0.0     | N4    | 25     |
| 2. (18.)  | Armindo Araújo      | Miguel Ramalho     | Mitsubishi Lancer Evolution X | 3:41:46.8 | 3:15.8  | N4    | 18     |
| 3. (19.)  | Hayden Paddon       | John Kennard       | Mitsubishi Lancer Evolution X | 3:42:58.9 | 4:27.9  | N4    | 15     |
| 4. (20.)  | Jason Pritchard     | Robbie Durant      | Subaru Impreza WRX STI        | 3:45:35.4 | 7:04.4  | N4    | 12     |
| 5. (22.)  | Patrik Flodin       | Göran Bergsten     | Subaru Impreza WRX STI        | 3:46:51.9 | 8:20.9  | N4    | 10     |
| 6. (25.)  | Dave Weston Jr      | Ieuan Thomas       | Subaru Impreza WRX STI        | 3:53:18.4 | 14:47.4 | N4    | 8      |
| 7. (26.)  | Michel Jourdain Jr. | Óscar Sánchez      | Mitsubishi Lancer Evolution X | 3:54:29.1 | 15:58.1 | N4    | 6      |
| 8. (28.)  | Alex Raschi         | Rudy Pollet        | Mitsubishi Lancer Evolution X | 3:55:51.4 | 17:20.4 | N4    | 4      |
| 9. (30.)  | Toshi Arai          | Daniel Barritt     | Subaru Impreza WRX STI        | 3:58:55.1 | 20:24.1 | N4    | 2      |
| 10. (32.) | Reijo Muhonen       | Juha Kanerva       | Mitsubishi Lancer Evolution X | 4:05:08.5 | 26:37.5 | N4    | 1      |

1. ↑  Litera M przy oznaczeniu grupy do której należy samochód oznacza, iż tylko ci kierowcy zdobywali punkty dla swoich zespołów liczonych w klasyfikacji producentów na koniec sezonu.

### Odcinki specjalne
| Dzień             | Odcinek | Godz. rozp. | Nazwa               | Długość  | Zwycięzca                         | Czas    | Średnia prędkość | Lider rajdu        |
| ----------------- | ------- | ----------- | ------------------- | -------- | --------------------------------- | ------- | ---------------- | ------------------ |
| 1 11–12 listopada | OS1     | 19:30       | Cardiff Bay 1       | 1,70 km  | Sébastien Loeb                    | 1:16.1  | 80,42 km/h       | Sébastien Loeb     |
| 1 11–12 listopada | OS2     | 9:38        | Hafren 1            | 32,14 km | Jari-Matti Latvala                | 18:43.2 | 103,01 km/h      | Jari-Matti Latvala |
| 1 11–12 listopada | OS3     | 10:19       | Sweet Lamb 1        | 4,26 km  | Sébastien Loeb                    | 2:54.4  | 87,94 km/h       | Sébastien Loeb     |
| 1 11–12 listopada | OS4     | 10:37       | Myherin 1           | 27,88 km | Jari-Matti Latvala                | 15:33.3 | 107,54 km/h      | Jari-Matti Latvala |
| 1 11–12 listopada | OS5     | 13:51       | Hafren 2            | 32,14 km | Sébastien Ogier                   | 18:39.0 | 103,40 km/h      | Jari-Matti Latvala |
| 1 11–12 listopada | OS6     | 14:32       | Sweet Lamb 2        | 4,26 km  | Sébastien Loeb                    | 2:57.1  | 86,60 km/h       | Jari-Matti Latvala |
| 1 11–12 listopada | OS7     | 14:50       | Myherin 2           | 27,88 km | Sébastien Loeb                    | 15:16.5 | 109,51 km/h      | Sébastien Loeb     |
| 2 13 listopada    | OS8     | 9:03        | Radnor 1            | 14,78 km | Petter Solberg Jari-Matti Latvala | 7:31.5  | 117,85 km/h      | Petter Solberg     |
| 2 13 listopada    | OS9     | 10:19       | Monument Hill 1     | 10,14 km | Petter Solberg                    | 5:46.5  | 105,35 km/h      | Petter Solberg     |
| 2 13 listopada    | OS10    | 10:43       | Four Ways Crychan 1 | 25,14 km | Sébastien Loeb                    | 13:48.7 | 109,21 km/h      | Sébastien Loeb     |
| 2 13 listopada    | OS11    | 11:22       | Halfway 1           | 18,37 km | Petter Solberg                    | 10:28.2 | 105,27 km/h      | Sébastien Loeb     |
| 2 13 listopada    | OS12    | 14:07       | Radnor 2            | 14,78 km | Sébastien Loeb                    | 7:22.3  | 120,30 km/h      | Sébastien Loeb     |
| 2 13 listopada    | OS13    | 15:23       | Monument Hill 2     | 10,14 km | Sébastien Loeb                    | 5:46.0  | 105,50 km/h      | Sébastien Loeb     |
| 2 13 listopada    | OS14    | 15:47       | Four Ways Crychan 2 | 25,14 km | Sébastien Loeb                    | 14:04.9 | 107,12 km/h      | Sébastien Loeb     |
| 2 13 listopada    | OS15    | 16:26       | Halfway 2           | 18,37 km | Petter Solberg                    | 10:35.9 | 104,00 km/h      | Sébastien Loeb     |
| 2 13 listopada    | OS16    | 18:34       | Cardiff Bay 2       | 1,70 km  | Sébastien Loeb                    | 1:15.5  | 81,06 km/h       | Sébastien Loeb     |
| 3 14 listopada    | OS17    | 8:33        | Resolfen 1          | 29,99 km | Sébastien Loeb                    | 15:57.8 | 112,72 km/h      | Sébastien Loeb     |
| 3 14 listopada    | OS18    | 9:46        | Margam Park 1       | 8,08 km  | Sébastien Loeb                    | 5:06.2  | 95,00 km/h       | Sébastien Loeb     |
| 3 14 listopada    | OS19    | 11:25       | Resolfen 2          | 29,99 km | Jari-Matti Latvala                | 16:03.8 | 112,02 km/h      | Sébastien Loeb     |
| 3 14 listopada    | OS20    | 12:38       | Margam Park 2       | 8,08 km  | Dani Sordo                        | 5:08.2  | 94,38 km/h       | Sébastien Loeb     |

## Klasyfikacja końcowa sezonu 2010

### Kierowcy
| Lp. | Kierowca           | Pkt |
| --- | ------------------ | --- |
| 1   | Sébastien Loeb     | 276 |
| 2   | Jari-Matti Latvala | 171 |
| 3   | Petter Solberg     | 169 |
| 4   | Sebastien Ogier    | 167 |
| 5   | Dani Sordo         | 150 |
| 6   | Mikko Hirvonen     | 126 |
| 7   | Matthew Wilson     | 74  |
| 8   | Henning Solberg    | 45  |
| 9   | Federico Villagra  | 36  |
| 10  | Kimi Räikkönen     | 25  |

### Producenci
| Lp. | Producent           | Pkt |
| --- | ------------------- | --- |
| 1   | Citroen WRT         | 456 |
| 2   | BP Ford WRT         | 337 |
| 3   | Citroen Junior Team | 217 |
| 4   | Stobart Ford        | 176 |
| 5   | Munchi's Ford       | 58  |